# Баја де Ариеш (Алба)
Баја де Ариеш (рум. Baia de Arieş) насеље је у Румунији у округу Алба у општини Баја де Ариеш. Oпштина се налази на надморској висини од 478 m.

## Становништво
Према подацима из 2002. године у насељу је живело 3292 становника.

### Попис2002.
| Расподела становништва по националности 2002.‍ | Расподела становништва по националности 2002.‍ | Расподела становништва по националности 2002.‍ | Расподела становништва по националности 2002.‍ | Расподела становништва по националности 2002.‍ |
| --------------------------------------------- | --------------------------------------------- | --------------------------------------------- | --------------------------------------------- | --------------------------------------------- |
|                                               |                                               |                                               |                                               |                                               |
| Румуни                                        | Румуни                                        |                                               | 3.241                                         | 98,5%                                         |
| Мађари                                        | Мађари                                        |                                               | 39                                            | 1,2%                                          |
| Роми                                          | Роми                                          |                                               | 9                                             | 0,3%                                          |